# Crotalus tzabcan
Espèce
Synonymes
- Crotalus durissus tzabcan Klauber, 1952

Statut de conservation UICN

 LC  : Préoccupation mineure
Crotalus tzabcan est une espèce de serpents de la famille des Viperidae.

## Répartition
Cette espèce se rencontre au Mexique dans la péninsule du Yucatán, au Guatemala et au Belize.

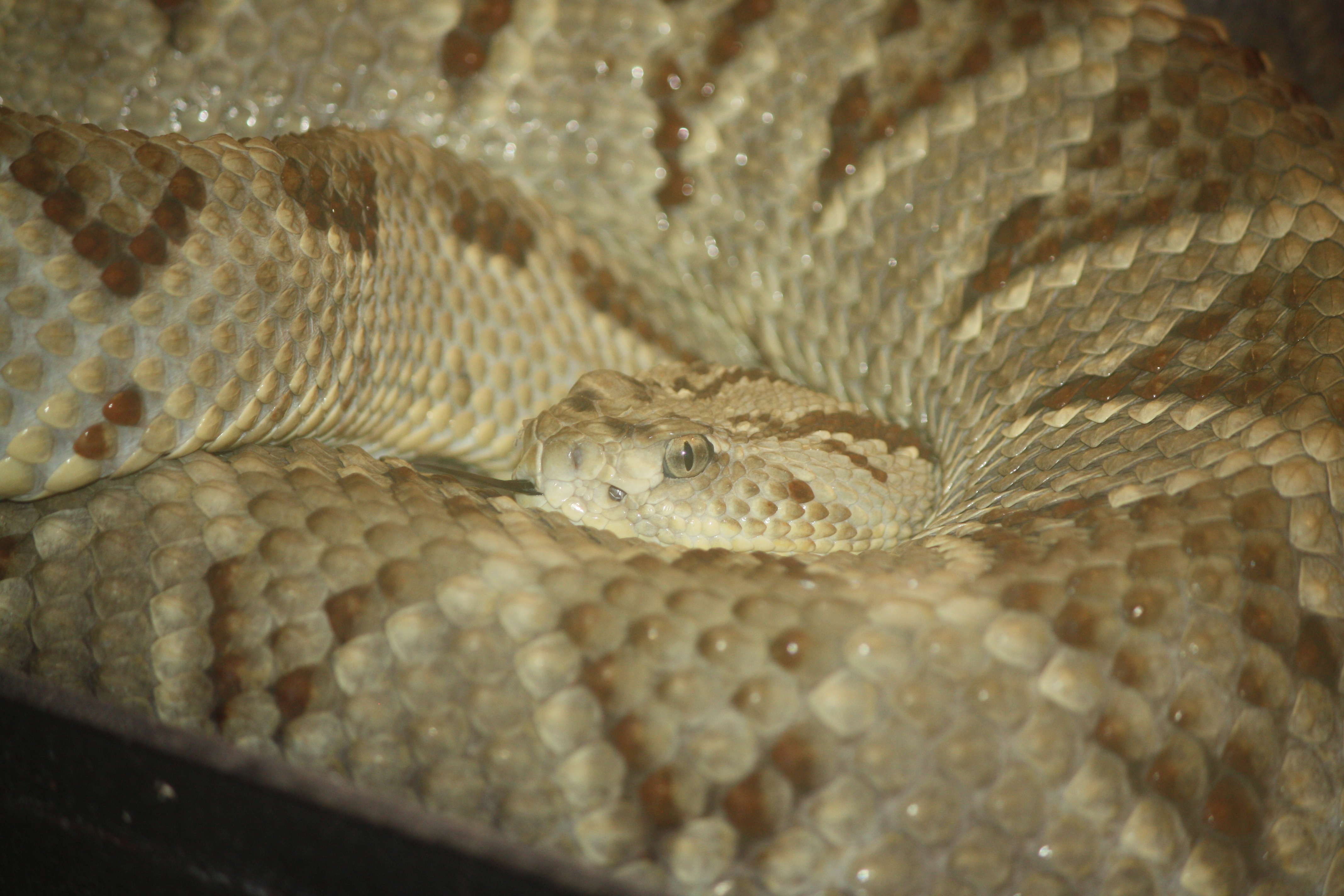

## Description
C'est un serpent venimeux.

## Publication originale
- Klauber, 1952 : Taxonomic studies on rattlesnakes of Mainland Mexico. Bulletins of the Zoological Society of San Diego, vol. 26, p. 1-143.